# Lézardrieux
Lézardrieux (bret. Lezardrev) – miejscowość i gmina we Francji, w regionie Bretania, w departamencie Côtes-d’Armor.
Według danych na rok 1990 gminę zamieszkiwało 1707 osób, a gęstość zaludnienia wynosiła 143 osoby/km² (wśród 1269 gmin Bretanii Lézardrieux plasuje się na 369. miejscu pod względem liczby ludności, natomiast pod względem powierzchni na miejscu 768.).